# Finska Sjömansmissionssällskapet
Finska Sjömansmissionssällskapet (finska: Suomen merimieslähetysseura) grundades 1875 av den norske pastorn J.C. Storjohann.
Sällskapet bedriver evangelisk-luthersk mission bland sjömän och utlandsfinländare. Organisationen har kyrkor i flera hamnar.